# Fiesta Bowl 2019 (décembre)
Match précédent Match suivant
Le Fiesta Bowl de décembre 2019 est un match de football américain de niveau universitaire joué après la saison régulière de 2019, le 28 décembre 2019 au State Farm Stadium de Glendale dans l'État de l'Arizona aux États-Unis.
Il s'agit de la 49e édition du Fiesta Bowl et compte comme demi-finale du College Football Playoff. Son vainqueur affrontera le 13 janvier 2020, au Mercedes-Benz Superdome de La Nouvelle-Orléans en Louisiane, le vainqueur du Peach Bowl 2019 lors du College Football Championship Game 2020.
Le match met en présence l'équipe des Tigers de Clemson issue de la Atlantic Coast Conference et l'équipe des Buckeyes d'Ohio State issue de la Big Ten Conference.
Il débute à 18 heures locales et est retransmis à la télévision par ESPN.
Sponsorisé par la société Goodyear Tire and Rubber Company, le match est officiellement dénommé le 2019 College Football Playoff at the PlayStation Fiesta Bowl.
Clemson gagne le match sur le score de 29 à 23.

## Présentation du match
| Équipes                                                                                               | Conférences | Entraîneurs   | Stats. saison rég. | Classements avant le bowl | Classements avant le bowl | Classements avant le bowl |
| --- | ----------- | ------------- | ------------------ | ------------------------- | ------------------------- | ------------------------- |
| Équipes                                                                                               | Conférences | Entraîneurs   | Stats. saison rég. | CFP                       | AP                        | Coaches                   |
| Tigers de Clemson                                                                                     | ACC         | Dabo Swinney  | 12 - 0             | #3                        | #3                        | #3                        |
| Buckeyes d'Ohio State                                                                                 | B10         | Ryan Day (en) | 12 - 0             | #4                        | #4                        | #4                        |
| - Arbitre : Ken Williamson (SEC) - Équipe donnée favorite par les bookmakers : Clemson par 2½ points. |             |               |                    |                           |                           |                           |

Il s'agit de la 4e première rencontre entre ces deux équipes :
| Date             | Saison | Vainqueur | Score   | Perdant    | Compétition                                         |
| ---------------- | ------ | --------- | ------- | ---------- | --------------------------------------------------- |
| 29 décembre 1978 | 1978   | Clemson   | 17 - 15 | Ohio State | Gator Bowl - Jacksonville, Floride                  |
| 3 janvier 2014   | 2014   | Clemson   | 40 - 35 | Ohio State | Discover Orange Bowl - Miami, Floride               |
| 31 décembre 2016 | 2016   | Clemson   | 31 - 0  | Ohio State | Playstation Fiesta Bowl - ½ CFP - Glendale, Arizona |

### Tigers de Clemson
Avec un bilan global en saison régulière de 12 victoires et 0 défaites (8-0 en matchs de conférence) et une victoire 62à 17 en finale de conférence contre Virginia, Clemson est qualifié pour les demi-finales du College Football Playoff joué à l'occasion du Fiesta Bowl 2019.
Ils terminent 1er de l'Atlantic Division de l'Atlantic Coast Conference.
À l'issue de la saison 2019 (finale de conférence incluse mais sans le bowl), ils seront classés #3 aux classements CFP, AP et Coaches
C'est leur 2e participation au Fiesta Bowl
| Date             | Saison              | Vainqueur                   | Score | Perdant                         | Bilan |
| ---------------- | ------------------- | --------------------------- | ----- | ------------------------------- | ----- |
| 31 décembre 2016 | 2016 (½ finale CFP) | #2 Tigers de Clemson (12-1) | 31-0  | #3 Buckeyes d'Ohio State (12-1) | 1 - 0 |

| Postes      | Joueurs         | Statistiques                                                      |
| ----------- | --------------- | ----------------------------------------------------------------- |
| Quarterback | Trevor Lawrence | 232/337 passes réussies pour 3 172 yards, 34 TDs, 8 interceptions |
| Coureur     | Travis Etienne  | 182 courses pour 1 500 yards nets gagnés et 17 TDs                |
| Receveur    | Tee Higgins     | 52 réceptions pour 1 082 yards et 13 TDs                          |

### Buckeyes d'Ohio State
Avec un bilan global en saison régulière de 12 victoires et 0 défaites (9-0 en matchs de conférence), Ohio State est qualifié pour les demi-finales du College Football Playoff joué à l'occasion du Fiesta Bowl 2019.
Ils terminent 1er de la East Division de la Big Ten Conference.
À l'issue de la saison 2019 (finale de conférence incluse mais sans le bowl), ils sont classés #1 aux classements CFP, AP et Coaches.
C'est leur 9e participation au Fiesta Bowl.
| Date             | Saison                 | Vainqueur                           | Score     | Perdant                                | Bilan |
| ---------------- | ---------------------- | ----------------------------------- | --------- | -------------------------------------- | ----- |
| 26 décembre 1980 | 1980                   | Nittany Lions de Penn State (10-2)  | 31-19     | Buckeyes d'Ohio State (9-3)            | 0 - 1 |
| 2 janvier 1984   | 1983                   | Buckeyes d'Ohio State (8-3)         | 28-23     | Panthers de Pittsburgh (8-2-1)         | 1 - 1 |
| 3 janvier 2003   | 2002 (finale BCS)      | #2 Buckeyes d'Ohio State (13-0)     | 31 2et 24 | #1 Hurricanes de Miami (12-0)          | 3 - 1 |
| 2 janvier 2004   | 2003                   | #5 Buckeyes d'Ohio State # 5 (10-2) | 35-28     | #10 Wildcats de Kansas State (11-3)    | 4 - 1 |
| 2 janvier 2006   | 2005                   | #4 Buckeyes d'Ohio State (9-2)      | 34-20     | #6 Fighting Irish de Notre Dame (9-2)  | 5 - 1 |
| 5 janvier 2009   | 2008                   | #3 Longhorns du Texas (11-1)        | 24-21     | #10 Buckeyes d'Ohio State (10-2)       | 5 - 2 |
| 1er janvier 2016 | 2015                   | #7 Buckeyes d'Ohio State (12-1)     | 44-28     | #8 Fighting Irish de Notre Dame (10-3) | 6 - 2 |
| 31 décembre 2016 | 2016 (½ finale de CFP) | #2 Tigers de Clemson (12-1)         | 31-0      | #3 Buckeyes d'Ohio State (12-1)        | 6 - 3 |

| Postes      | Joueurs       | Statistiques                                                      |
| ----------- | ------------- | ----------------------------------------------------------------- |
| Quarterback | Justin Fields | 208/308 passes réussies pour 2 953 yards, 40 TDs, 1 interceptions |
| Coureur     | J. K. Dobbins | 283 courses pour 1 829 yards nets gagnés et 20 TDs                |
| Receveur    | Chris Olave   | 46 réceptions pour 799 yards et 11 TDs                            |

## Résumé du match
Résumé, vidéo et photos sur la page du site francophone The Blue Pennant.
Début du match à  18 h 10, fin à  22 h 01 pour une durée totale de jeu de 03 h 51 min, températures de 11 °C, vent d'ouest de 14 km/h, partiellement nuageux.
| QT            | Temps         | Drive         | Drive         | Drive         | Équipe        | Description de l'action | Score | Score |
| ------------- | ------------- | ------------- | ------------- | ------------- | ------------- | --- | ----- | ----- |
| QT            | Temps         | Jeux          | Yards         | TDP           | Équipe        | Description de l'action | CLE   | OSU   |
| 1             | 12:03         | 9             | 49            | 02:57         | OSU           | FG de 21 yards par K Blake Haubeil | 0     | 3     |
| 1             | 08:35         | 1             | 68            | 00:09         | OSU           | TD à la suite d'une course de 68 yards par RB J. K. Dobbins run + 1 point de conversion par K Blake Haubeil                                             | 0     | 10    |
|               |               |               |               |               |               | |       |       |
| 2             | 14:11         | 7             | 75            | 01:42         | OSU           | FG de 22 yards par K Blake Haubeil | 0     | 13    |
| 2             | 07:20         | 14            | 70            | 04:55         | OSU           | FG de 33 yards par K Blake Haubeil | 0     | 16    |
| 2             | 02:45         | 10            | 75            | 04:35         | CLE           | TD à la suite d'une course de 8 yards par RB Travis Etienne + 1 point de conversion par K B.T. Potter                                                   | 7     | 16    |
| 2             | 01:10         | 5             | 83            | 00:45         | CLE           | TD à la suite d'une course de 67 yards par QB Trevor Lawrence + 1 point de conversion par K B.T. Potter                                                 | 14    | 16    |
|               |               |               |               |               |               | |       |       |
| 3             | 07:54         | 7             | 99            | 02:45         | CLE           | TD de 53 yards à la suite d'une passe de QB Trevor Lawrence réceptionnée par RB Travis Etienne + 1 point de conversion par K B.T. Potter                | 21    | 16    |
|               |               |               |               |               |               | |       |       |
| 4             | 11:46         | 13            | 84            | 04:52         | OSU           | TD de 23 yards à la suite d'une passe de QB Justin Fields réceptionnée par WR Chris Olave + 1 point de conversion par K Blake Haubeil                   | 21    | 23    |
| 4             | 01:49         | 4             | 94            | 01:18         | CLE           | TD de 34 yards à la suite d'une passe de QB Trevor Lawrence réceptionnée par RB Travis Etienne + 2 tentative de conversion à 2 points réussi à la passe | 29    | 23    |
| Score final : | Score final : | Score final : | Score final : | Score final : | Score final : | Score final : | 29    | 23    |

## Statistiques
| Systèmes | Noms            | Équipes | Postes            |
| -------- | --------------- | ------- | ----------------- |
| Attaque  | Trevor Lawrence | QB      | Tigers de Clemson |
| Défense  | Chad Smith      | LB      | Tigers de Clemson |

| Statistiques                           | Tigers de Clemson                                       | Buckeyes d'Ohio State                                 |
| -------------------------------------- | ------------------------------------------------------- | ----------------------------------------------------- |
| 1er down                               | 21                                                      | 28                                                    |
| 1er down à la course                   | 7                                                       | 9                                                     |
| 1er down à la passe                    | 10                                                      | 16                                                    |
| 1er down suite pénalité                | 4                                                       | 3                                                     |
| Conversion de 3e down                  | 5/14                                                    | 7/18                                                  |
| Conversion de 4e down                  | 0/0                                                     | 1/1                                                   |
| Jeux–yards                             | 62 jeux pour 417 yards                                  | 85 jeux pour 516 yards                                |
| Yards à la course                      | 29 courses pour 158 yards (moyenne de 5,4 yards/course) | 39 courses pour 196 yards (moyenne de 5 yards/course) |
| Yards à la passe                       | 259                                                     | 320                                                   |
| Passes : Réussies-Tentées-Interceptées | 18/33 passes complétées, 0 interception                 | 30/46 passes complétées, 2 interceptions              |
| Réussite en zone rouge/chances         | 1/1                                                     | 3/3                                                   |
| TD                                     | 4                                                       | 2                                                     |
| Field Goals                            | 0/1                                                     | 3/3                                                   |
| Sacks (Nombre-Yards)                   | 4 pour 29 yards adverses perdus                         | 3 pour 25 yards adverses perdus                       |
| Fumbles (Nombre/Perdus)                | 0/0                                                     | 0/0                                                   |
| Pénalités (Nombre/Yards perdus)        | 6 pour 47 yards perdus                                  | 8 pour 77 yards perdus                                |
| Temps de possession                    | 26:33                                                   | 33:27                                                 |

| Tigers de Clemson     |                 |                                                                          |
| Quarterback           | Trevor Lawrence | 18/33 passes complétées, 259 yards, 0 interception, 2 TDs, 3 sacks subis |
| Meilleur coureur      | Trevor Lawrence | 16 courses pour 107 yards nets gagnés, 1 TD, moyenne de 6,7 yards/course |
| Meilleur receveur     | Travis Etienne  | 3/4 réceptions pour 98 yards gagnés, 2 TDs                               |
| Meilleur tackler      | Chad Smith      | 12 tacles dont 8 en solo, ½ TFL (0 yards)                                |
| Buckeyes d'Ohio State |                 |                                                                          |
| Quarterback           | Justin Fields   | 30/46 passes complétées, 320 yards, 2 interceptions, 1 TD, 4 sacks subis |
| Meilleur coureur      | J. K. Dobbins   | 18 courses pour 174 yards nets gagnés, 1 TD, moyenne de 9,7 yards/course |
| Meilleur receveur     | K.J. Hill (en)  | 6 réceptions pour 67 yards gagnés, 0 TD                                  |
| Meilleur tackler      | Pete Werner     | 6 tacles dont 2 en solo, ½ TFL (0 yards)                                 |